# Теолипт Филаделфијски
Теолипт Филаделфијски (грч. Θεόληπτος Φιλαδελφείας) је православни светитељ и митрополит Филаделфијски из 13. века.

## Биографија
Рођен је 1252. године у Никеји. Као ожењен је рукоположен у ђаконски чин. 1277. године након обнародовања царског указа којим се проглашава Лионска унија, одлази на Свету Гору. тамо се замонашио и живео у близини Кареје. Био је учитељ светог Григорија Паламе.
1283. године Теолипт је рукоположен за епископа, а затим и митрополита Филаделфије, након укидања Лионске уније од стране цара Андроника II Палеолога. 1310. године је предводио одбрану града Филаделфије од Турака и касније учествовао у преговорима с њима.
Радови светог Теолипта су уврштени у збирку духовних поука Добротољубље.